# Liste der österreichischen Botschafter in Vietnam
Zwischen der Republik Österreich und der Demokratischen Republik Vietnam (heute: Sozialistische Republik Vietnam) bestehen seit 1. Dezember 1972 diplomatische Beziehungen. Die Eröffnung einer vietnamesischen Vertretung in Wien erfolgte 1991. Im Jahre 1998 wurde eine österreichische Vertretung in Hanoi eröffnet (erste Überreichung eines Beglaubigungsschreibens als Botschafter durch Josef Müllner 1999). Sie befindet sich im Tòa Nhà Prime Center  im Hai Ba Trung District im Süden der Stadt.
Liste der a.o. und bev. Botschafter der Republik Österreich in Hanoi:
- 1998–1999 Gerald Kriechbaum (Geschäftsträger)
- 1999–2004 Josef Müllner
- 2004–2009 Johannes Peterlik
- 2009–2013 Georg Heindl
- 2013–2017 Thomas Loidl
- 2017–2021 Thomas Schuller-Götzburg
- seit 2021 Hans-Peter Glanzer